# Strophanthus courmontii
Strophanthus courmontii är en oleanderväxtart som beskrevs av Sacleux och Adrien René Franchet. Strophanthus courmontii ingår i släktet Strophanthus och familjen oleanderväxter. Inga underarter finns listade i Catalogue of Life.